# Стёганое полотно
Стёганое полотно, стёганая ткань — прошитые насквозь два куска ткани, между которыми находится слой ватина, ваты или другого нетканого материала. За рубежом используется термин кви́лтинг (англ. quilting «изготовление стёганых изделий, подбивка»): это популярное ремесло и искусство с богатой историей в разных частях мира.
Лицевая сторона полотна обычно выполняется в технике лоскутного шитья (составленного из отдельных кусочков ткани), аппликации (цельный кусок ткани с нашитыми узорами) или представляет собой цельный кусок гладкокрашеной либо набивной ткани (украшением здесь является орнамент, выполненный стёжкой). Возможна также комбинация лоскутного шитья и аппликации. Обратная сторона изделия может оставаться одноцветной или также быть набранной из лоскутов разного цвета. При этом стежки, соединяющие обе стороны полотна, создают причудливый выпуклый рисунок.

## Из истории

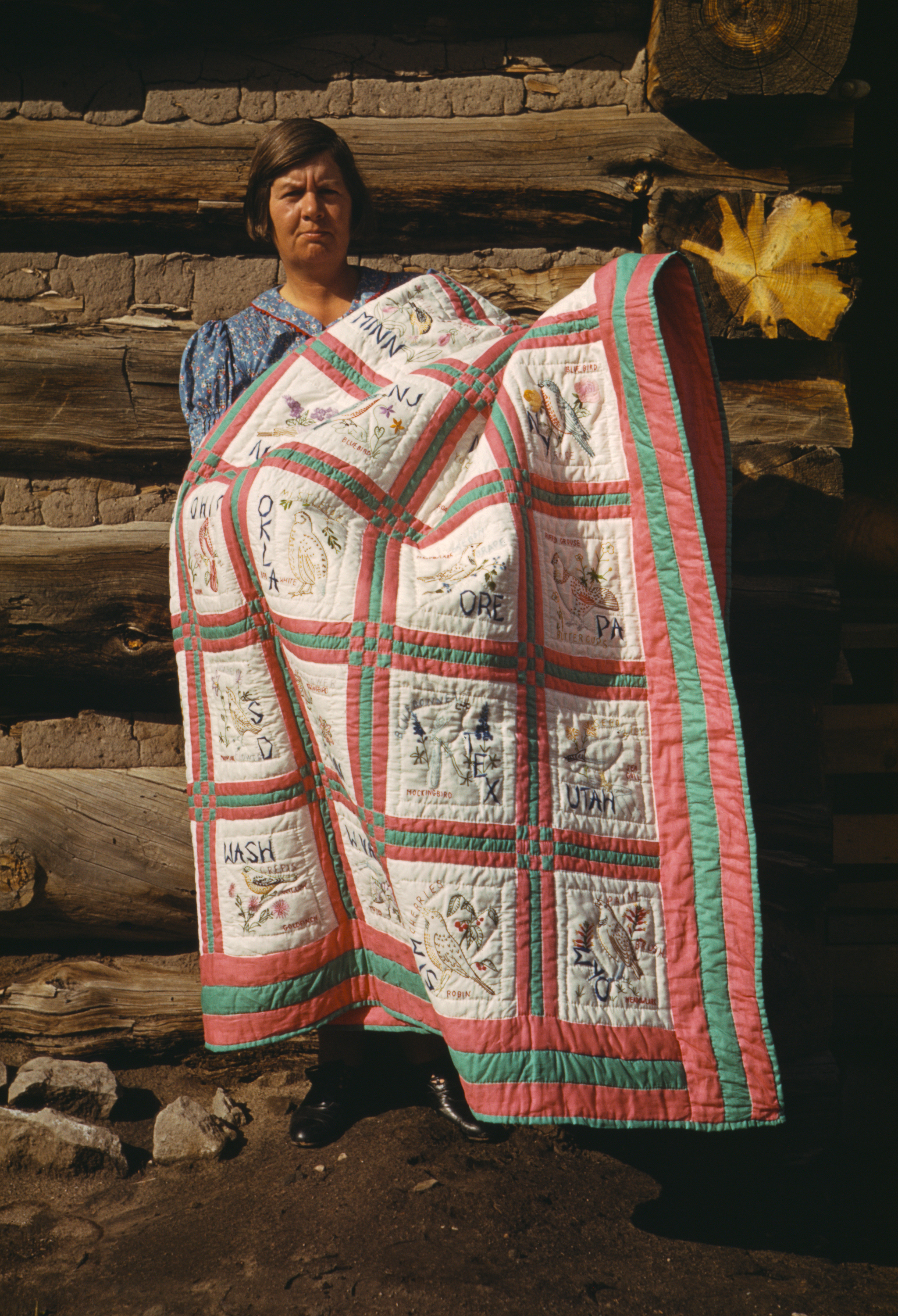
Стёганое одеяло, Нью Мексико (США), 1940 год

Впервые трёхслойная стёганая одежда появилась в Китае. Оттуда она распространилась на другие страны Востока. Европейцы познакомились со стёганым полотном в эпоху крестовых походов. Простёганные нижние рубашки облегчали рыцарям ношение тяжёлых доспехов. В Италии в XV веке появилась техника трапункто: узоры на белом фоне подчёркиваются дополнительно набивкой (шнуром), вводимой в каналы, образованные стёжкой. В этой технике особенно эффектно смотрятся всевозможные переплетения.
В XVI веке в Англию начали поступать красочные ткани разнообразных узоров из индийского хлопка. Одеяло, декорированное вышивкой или набойкой, считалось модным украшением домашнего интерьера. Вскоре одеяла из хлопчатобумажных индийских тканей стали изготавливаться на английских мануфактурах. Шитьё из лоскутов появилось в результате дефицита ситца, возникшего из-за запрета продажи в Англии индийских тканей в 1712 году. Так правительство намеревалось сохранить отечественные мануфактуры, на которых производились шерстяные и шёлковые ткани. Ситец попадал в Англию контрабандными путями и его цена резко выросла. Обрезки, оставшиеся после кроя одежды из ситца, не выбрасывали, а использовали для создания других изделий. Крупными фрагментами декорировались шерстяные либо льняные ткани в технике аппликации. Самые мелкие остатки сшивались друг с другом, образуя единое полотно.
В Новый Свет стёганые одеяла попали вместе с переселенцами в 1620-х годах. Из-за нехватки тканей их починка производилась с помощью кусков из старой одежды. Дальнейший дефицит тканей закрепил традицию изготавливать стёганые изделия из лоскутов. Они с течением времени усложнялись, каждая мастерица старалась создать квилт со своим особенным узором и комбинацией цветов. Традиционно американские хозяйки собирали верхнюю часть квилта зимой. На простёжку изделия собирались весной все соседки, по вечерам, после работы, к ним присоединялись мужчины. Помимо предметов, предназначенных для домашнего использования, изготавливались специальные квилты. Мужчине на двадцатилетие дарился так называемый «Квилт свободы», сшитый его матерью и сёстрами. Материалом для «квилтов свободы» служили лоскуты от женских платьев. Так отмечалось начало для молодого человека самостоятельной жизни. Так как «Квилты свободы» использовались по своему прямому назначению — ими укрывались во время поездок, они практически не сохранились до наших дней. Американские квилты, созданные до 1750 года, изготовлены в технике лоскутного шитья. Позднее (до 1850 года) стала популярна аппликация. Особенно изысканными считались цветочные мотивы, покрывавшие всю поверхность изделия. Сохранилось очень мало старинных одеял, выполненных в технике лоскутного шитья, так как они были предметами повседневного обихода, в то время, как квилты с аппликацией предназначались для особых случаев. С 1850 года превалировали квилты из белой хлопчатобумажной ткани «белая работа», где главным украшением была собственно стёжка.
Модные веяния не коснулись некоторых религиозных общин, оставшихся верными приёмам шитья, выработанным годами: только традиционные узоры и одноцветные ткани используют и сегодня мастера квилта из сект амишей и менонитов.

## Изделия из стёганой ткани
- Стёганка
- Одеяло, лоскутное одеяло, одеяло-плед
- Подушка, спальный мешок
- Покрывало, наволочка, наматрацник
- Чехлы
- Куртка, ватник и другое.

## Производные или связанные термины
- Стегальные пяльца, большие, для одеяла.
- Стёганка ж. стеженка сиб. стёганный кафтанчик, фуфайка, поддёвка; теплая, на хлопке, пуху или шерсти одежа. Уральцы охочи до стёганок на верблюжьем подшёрстке.
- Стеганковый, ко стёганке относящ.
- Стегальщик (Стегальщица), кто стегает, шьёт теплую одежду.
- Стегальница — швейная машина.

## Галерея

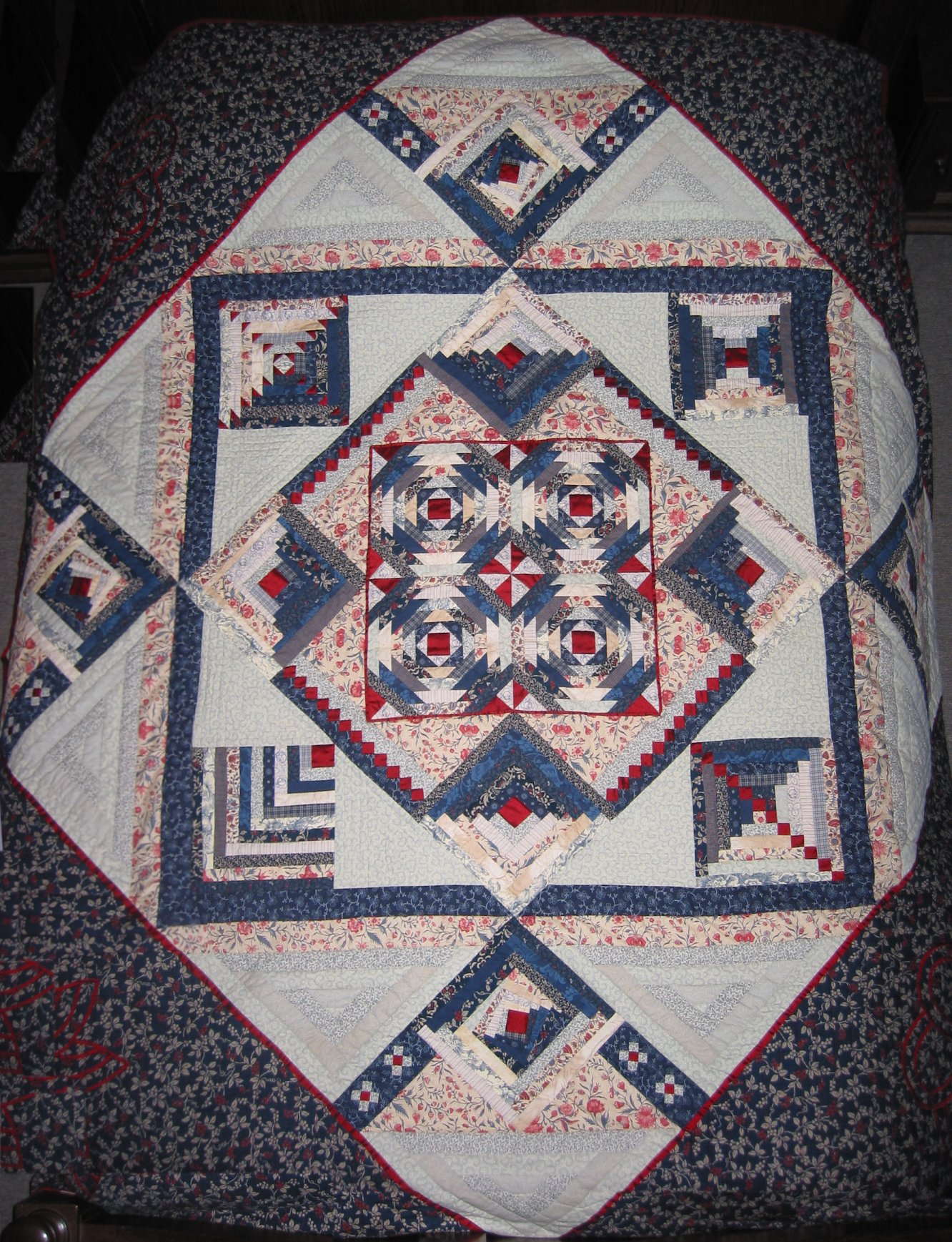
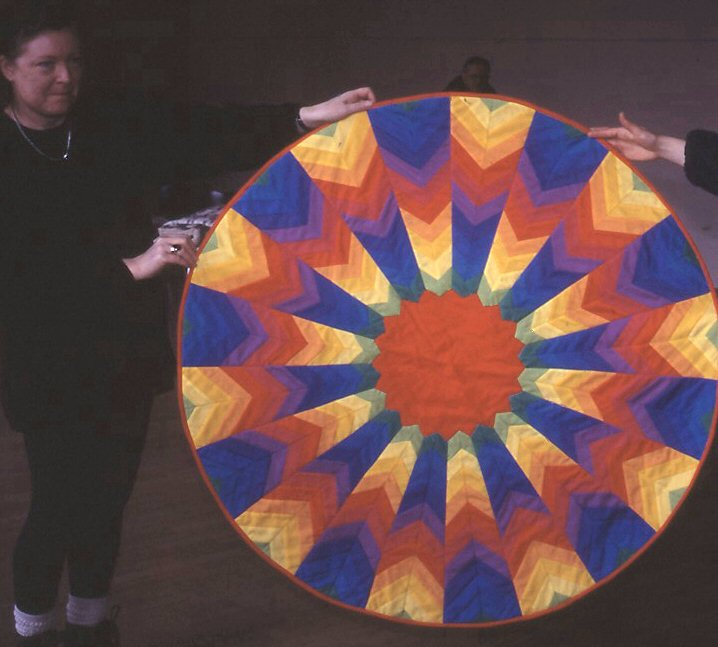
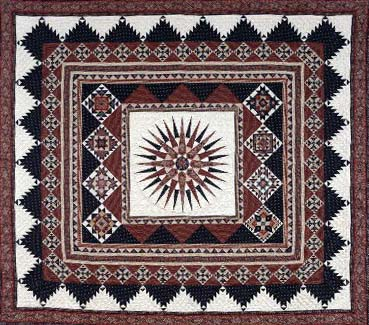
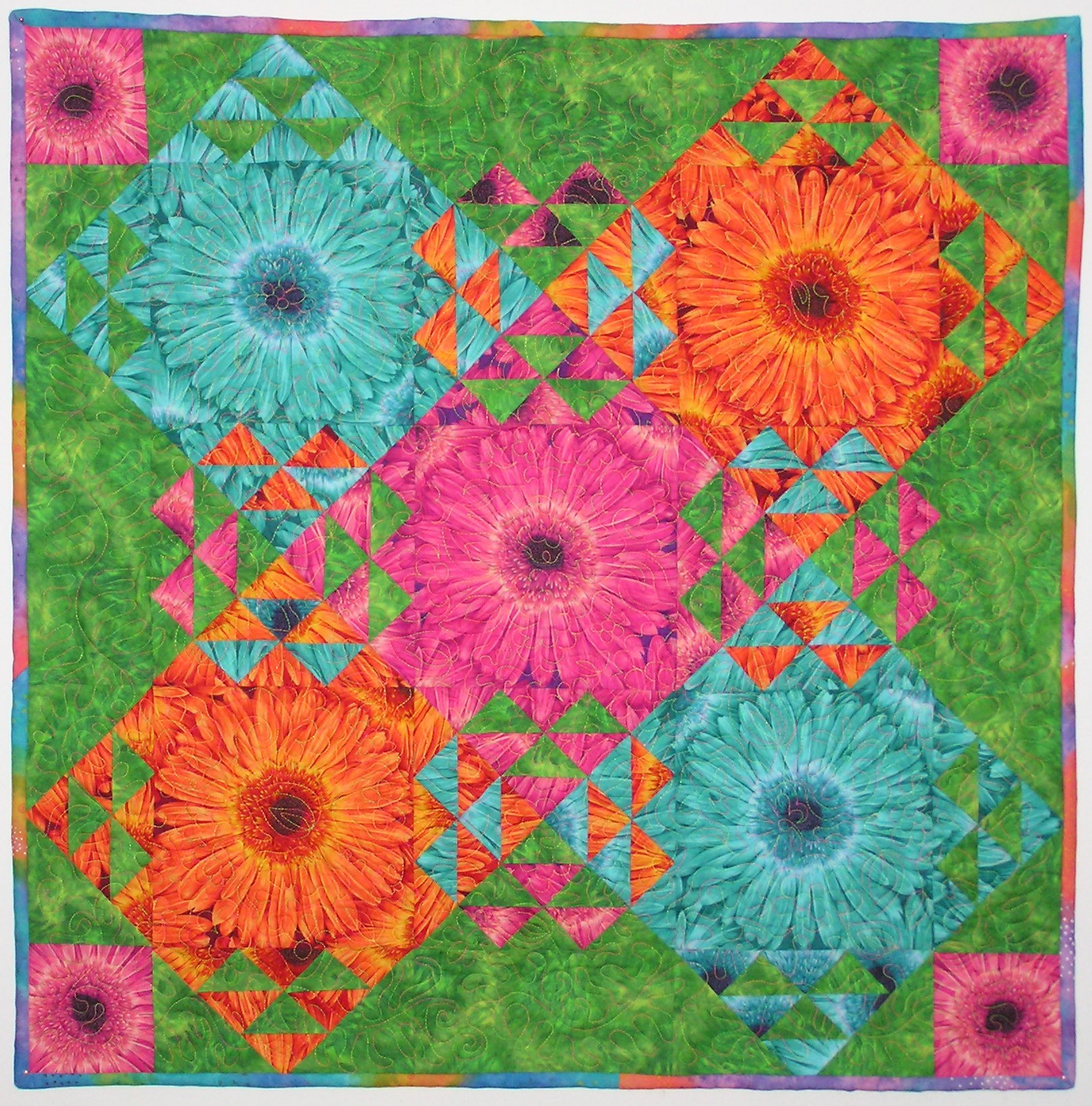
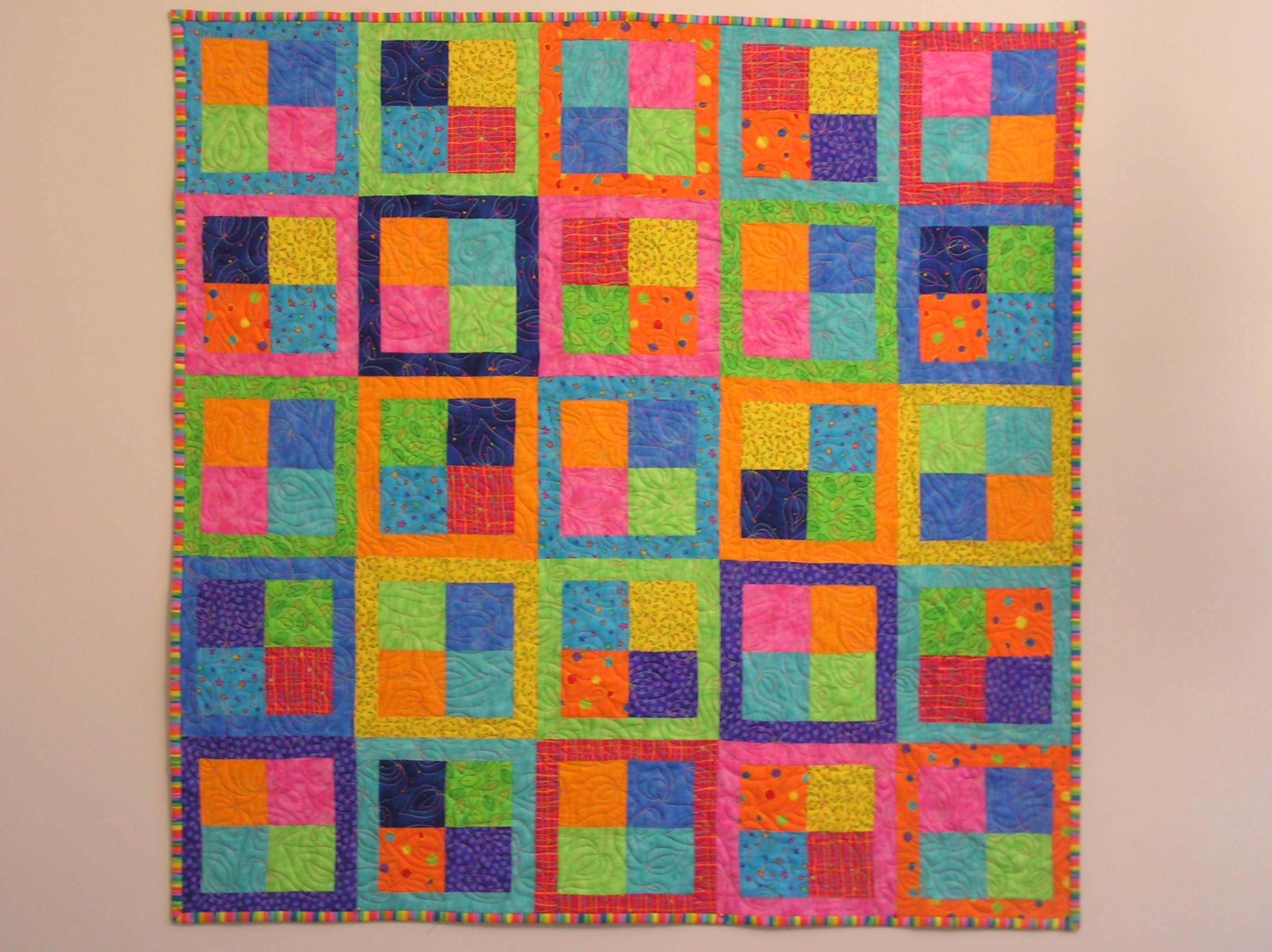
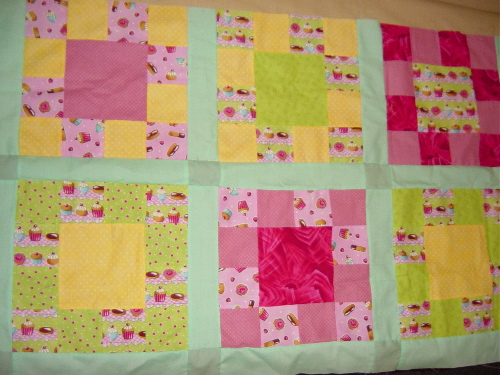